# Веселовський Микола Сергійович
Микола Сергійович Веселовський (нар. 6 січня 1950, Харків) — український науковець, академік НАН України Відділення біохімії, фізіології і молекулярної біології (2009), член-кореспондент НАН України (2003), професор (2000), доктор біологічних наук (2000), директор Інституту фізіології ім. О. О. Богомольця НАН України. Один з провідних дослідників біології клітини, котрі працюють в інституті фізіології імені О. О. Богомольця НАН України.

## Життєпис
Народився 6 січня 1950 року у Харкові. 1972 року закінчив Харківський державний університет. Від 1972 року працює в інституті фізіології НАН України: у 1989—1995 роках — заступник директора, від 2002 — завідувач лабораторії, від 2021 — директор.

## Наукова діяльність
Основним напрямом наукової діяльності є вивчення за допомогою найсучасніших електрофізіологічних методик молекулярно-клітинних механізмів, що забезпечують збудливість нервових клітин ссавців, та внеску функціонування таких механізмів в інтегративну діяльність нейронів.

## Нагороди
- За роботу «Синаптична передача сигналів в нервовій системі: клітинні і молекулярні механізми та шляхи корекції їх порушень» член-кореспондент Національної академії наук України, завідувач лабораторії Інституту фізіології Веселовський М. С. став лауреатом Державної премії України в галузі науки й техніки (2003).
- Премія НАН України імені П. Г. Костюка (2013) — за цикл праць «Молекулярні та клітинні механізми активності функціональних нейронних мереж» (2017).
- Премія імені В.Ю.Чаговця  за цикл праць «Механізми впливу норадреналіну на електричну активність нейронів ганглія трійчастого нерва» у співавторстві із д.б.н. С. А. Федуловою та к.б.н. М. В. Телькою (2020).